# Tears Roll Down (Greatest Hits 82-92)
Albums de Tears for Fears
The Seeds of Love
(1989) Elemental
(1993)
Singles
1. Laid So Low (Tears Roll Down)
Sortie : 1992

Tears Roll Down (Greatest Hits 1982-1992) est une compilation de Tears for Fears, sortie le 17 mars 1992.
D'abord publiée en 1992 afin de célébrer les dix ans d'existence de TFF et regroupant les plus grands succès du groupe, c'est-à-dire ceux qui ont connu les honneurs des Top 20 britannique et internationaux (le titre - et Top 5 anglais - de 1986 "Everybody Wants To Run the World" est cependant absent), cette compilation a été rééditée en 2004 (avec un disque bonus) puis en 2005 accompagnée cette fois-ci d'un disque comportant des remixes de leurs hits. Cet album comprend pour la première fois le titre "Laid So Low (Tears Roll Down)", qui deviendra un tube.

## Liste des titres
| No  | Titre                             | Album original           | Durée |
| --- | --------------------------------- | ------------------------ | ----- |
| 1.  | Sowing the Seeds of Love          | The Seeds of Love        | 6:34  |
| 2.  | Everybody Wants to Rule the World | Songs from the Big Chair | 4:14  |
| 3.  | Woman in Chains                   | The Seeds of Love        | 6:34  |
| 4.  | Shout                             | Songs from the Big Chair | 6:34  |
| 5.  | Head over Heels                   | Songs from the Big Chair | 4:15  |
| 6.  | Mad World                         | The Hurting              | 3:31  |
| 7.  | Pale Shelter                      | The Hurting              | 4:41  |
| 8.  | I Believe                         | Songs from the Big Chair | 4:55  |
| 9.  | Laid So Low (Tears Roll Down)     | Inédit                   | 4:49  |
| 10. | Mothers Talk                      | Songs from the Big Chair | 5:03  |
| 11. | Change                            | The Hurting              | 3:59  |
| 12. | Advice for the Young at Heart     | The Seeds of Love        | 4:59  |

| 1.  | Memories Fade                             | 5:08 |
| 2.  | Start of the Breakdown                    | 4:58 |
| 3.  | The Hurting                               | 4:16 |
| 4.  | The Marauders                             | 4:10 |
| 5.  | The Working Hour                          | 6:33 |
| 6.  | Shout (US Remix)                          | 8:02 |
| 7.  | Standing on the Corner of the Third World | 5:30 |
| 8.  | Johnny Panic & The Bible of Dreams        | 4:19 |
| 9.  | Break It Down Again                       | 4:32 |
| 10. | Elemental                                 | 5:31 |
| 11. | Bloodletting Go                           | 4:13 |
| 12. | The Body Wah                              | 5:17 |

| 1.  | Shout (Skylark 12" Extended Club Mix)                    | 9:07 |
| 2.  | Change (Joey Negro Punkdisko Mix)                        | 7:42 |
| 3.  | Head Over Heels (Dave Bascombe 7" N. Mix)                | 4:17 |
| 4.  | Pale Shelter (New Extended Version)                      | 7:09 |
| 5.  | Laid So Low (Tears Roll Down) (US Dance Mix)             | 3:18 |
| 6.  | Mothers Talk (Beat of the Drum Mix)                      | 8:57 |
| 7.  | Sowing the Seeds of Love (Wen's Overnight Mix)           | 6:48 |
| 8.  | Shout (Jakatta Thrilled-Out Mix)                         | 5:36 |
| 9.  | Woman in Chains (Jakatta Awakened Mix Radio Edit)        | 3:45 |
| 10. | Mad World (Afterlife Remix)                              | 5:18 |
| 11. | Everybody Wants to Rule the World (The Chosen Few Remix) | 6:34 |